# Liste der Kardinalpriester von Santa Maria in Vallicella
Folgende Kardinäle waren Kardinalpriester von Santa Maria in Vallicella (lat. Titulus Sanctae Mariae in Vallicella):
- Benedetto Aloisi Masella (22. Februar 1946– 21. Juni 1948 (Ernennung zum Kardinalbischof Palestrina))
- Francesco Borgongini Duca (15. Januar 1953–4. Oktober 1954 (Tod))
- Paolo Giobbe (15. Dezember 1958– 14. August 1972 (Tod))
- James Robert Knox (5. März 1973–26. Juni 1983 (Tod))
- Edward Bede Clancy (28. Juni 1988–3. August 2014 (Tod))
- Ricardo Blázquez (seit 14. Februar 2015)[1]